# Tipula hingstoni
Tipula hingstoni är en tvåvingeart som beskrevs av Edwards 1928. Tipula hingstoni ingår i släktet Tipula och familjen storharkrankar. Inga underarter finns listade i Catalogue of Life.